# NGC 5315
NGC 5315 és una nebulosa planetària situada a la constel·lació del Compàs.